# Kinorhynchus anomalus
Kinorhynchus anomalus är en djurart som tillhör fylumet pansarmaskar, och som beskrevs av Lang 1953. Kinorhynchus anomalus ingår i släktet Kinorhynchus och familjen Pycnophyidae. Inga underarter finns listade i Catalogue of Life.